# Egge (Heraldik)
Die Egge als landwirtschaftliches Gerät hat sich ihren Platz auch in der Heraldik als Wappenfigur erobert. Dargestellt wird ein Gitterviereck oder Gitterdreieck mit mehr oder weniger langen metallischen Dornen an den Gitterkreuzpunkten. Eine bevorzugte Farbe ist nicht festzustellen. Die Wappenfigur ähnelt dem Rost des heiligen Laurentius. Die Darstellung der Egge wird gern als Bezug zur Landwirtschaft genommen, die Stadt oder Ort geprägt hat.
Nach Oswald eignet sich die Egge auch für ein redendes Wappenbild. Hier werden die Eggers und Ämilius erwähnt.

## Galerie

Bösingen FR
Brodersdorf
Eggstedt
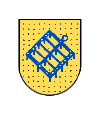
Eglingen (Landkreis Heidenheim)
Eglingen (Elsass)
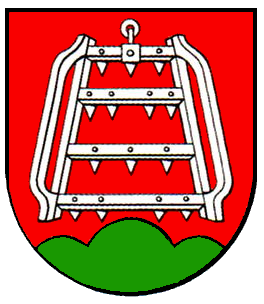
Eglingen (Hohenstein)
Ehweiler
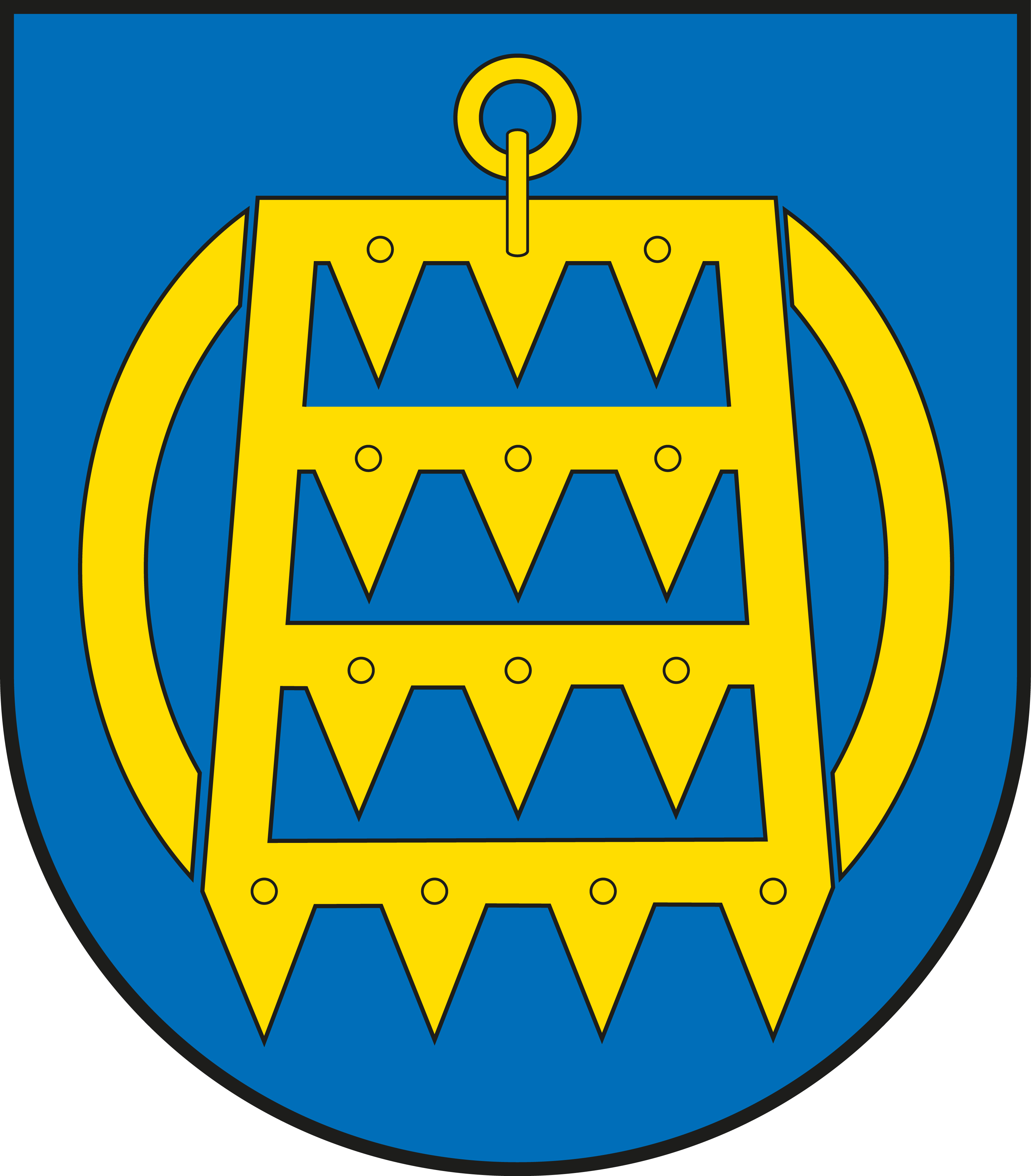
Laichingen
Mehrow
Oberwil bei Büren